# Saison 5 des Experts : Miami
Chronologie
Saison 4 des Experts : Miami Saison 6 des Experts : Miami
Cet article présente le guide des épisodes de la saison 5 de la série télévisée Les Experts : Miami (CSI: Miami).

## Distribution de la saison

### Acteurs principaux
- David Caruso (VF : Bernard Métraux) : Horatio Caine
- Emily Procter (VF : Rafaèle Moutier) : Calleigh Duquesne
- Adam Rodriguez (VF : Cyrille Artaux) : l'inspecteur Eric Delko
- Khandi Alexander (VF : Annie Milon) : Dr Alexx Woods
- Jonathan Togo (VF : Valentin Merlet) : l'inspecteur Ryan Wolfe
- Rex Linn (VF : Jean-Pierre Bagot) : le sergent Frank Tripp
- Eva LaRue (VF : Anne Massoteau) : Natalia Boa Vista

### Acteurs récurrents et invités
- Boti Ann Bliss (VF : Céline Ronté) : Maxine Valera
- Brendan Fehr (VF : Cédric Colombier) : Dan Cooper
- Sofia Milos (VF : Anna Macina) : Yelina Salas (épisodes 1 et 22)
- Alana De La Garza (VF : Chantal Baroin) : Marisol Delko (épisode 1)
- David Lee Smith (VF : Gérard Sergue) : Rick Stetler (épisodes 2, 17, 22 et 24)
- Johnny Whitworth (VF : Anatole de Bodinat) : Jake Berkeley (épisodes 2, 4, 9, 12 et 24)
- Michael B. Silver (VF : Thomas Roditi) : Peter Elliot (épisode 3)
- Rob Estes (VF : Maurice Decoster) : Nick Townsend[1] (épisodes 4, 5, 10 et 12)
- Amy Laughlin (VF : Laura Blanc) : Erica Sikes (épisodes 5 et 8)
- Gonzalo Menendez (VF : Gérard Darier) : Clavo Cruz (épisodes 14 et 15)
- Giancarlo Esposito (VF : Jérôme Rebbot) : le chef Braga (épisode 1)
- Shawn Christian : Carl Silvers (épisode 1)
- Scottie Thompson : Lindsay Archer (épisode 3)
- Christine Lakin : April Worthington (épisode 3)
- Garcelle Beauvais-Nilon : Katrina Iverson (épisode 3)
- Sung Kang (VF : Bernard Bollet) : Han Soon (épisode 3)
- Joelle Carter : Abby Biggs (épisode 4)
- Kari Wuhrer : Janet Sterling (épisode 4)
- Willie Garson : Ian Sutter (épisode 4)
- Lauralee Bell : Alissa Valone (épisode 6)
- Kristoffer Polaha : Jeremy Fordham (épisode 6)
- Samaire Armstrong : Brynn Roberts (épisode 7)
- Natalie Morales : Anya Boa Vista (épisode 8)
- Elisabeth Harnois : Jill Girrard (épisode 8)
- Tamala Jones : Katie Watson (épisode 9)
- Teddy Sears (VF : Emmanuel Curtil) : Peter Kinkella (épisodes 9 et 11)
- Jake McDorman : Carl Thornton (épisode 9)
- Michael Trevino : Matthew Batra (épisode 10)
- Robert Hoffman : Brad Hoffman (épisode 10)
- Raphael Sbarge (VF : Éric Aubrahn) : Larry Fremont (épisode 11)
- Sharon Leal : Lauren Sloan (épisode 12)
- Cynthia Addai-Robinson : Courtney Rinella (épisode 12)
- Victor Webster : Roberto Chavez (épisode 13)
- Maury Sterling : Barry Ellis (épisode 13)
- Joaquim de Almeida : Joseph Trevi (épisode 15)
- Leighton Meester : Heather Crowley (épisode 16)
- Marco Sanchez : Dave Montavo (épisode 16)
- Jeremy Sumpter : Zack Griffith (épisode 16)
- Paula Garces : Anna Sivarro (épisodes 17 et 19)
- Colin Ferguson : Dominic Whitford et Greg Ramsey (épisode 18)
- Leslie Bibb : Ashley Whiteford, Beth Selby et Cayla Selby (épisode 18)
- Matthew Morrison : Jesse Stark (épisode 19)
- Corey Reynolds (VF : Laurent Mantel) : Steve Gryson (épisode 19)
- Ryan Carnes : Ross Miller (épisode 19)
- Phil Morris (VF : Jean-Paul Pitolin) : Peter Ashford (épisode 20)
- Steve Bacic : Rod Vickers (épisode 20)
- Ari Graynor : Elvina (épisode 20)
- Kelly Carlson (VF : Murielle Naigeon) : Laurie Atherton (épisode 21)
- Page Kennedy (VF : Jean-Paul Pitolin) : Ron Cramer (épisode 22)
- Annalynne McCord : Sherry Williamson (épisode 23)
- Seamus Dever : Paul Billings (épisode 23)
- Chris Carmack : Cole Tucker (épisode 23)
- Daniella Alonso : Alexis Dawson (épisode 24)
- Lorenzo Henrie : Justin Montavo (épisode 16)
- Danay Garcia : Camille Tavarez (épisode 14)

## Épisodes

### Épisode 1:Rio
- États-Unis /  Canada : 18 septembre 2006 sur CBS / CTV[2]
- France : 9 octobre 2007 sur TF1
- Québec : 1er décembre 2008 sur Séries+[3]

- États-Unis : 17,62 millions de téléspectateurs[4] (première diffusion)
- Canada : 2,798 millions de téléspectateurs[5] (première diffusion)
- France : 10,599 millions de téléspectateurs[6] (première diffusion)

- Brendan Fehr (Dan Cooper)
- Alana De La Garza (Marisol Delko)
- Carter Jenkins (Ray Jr.)
- Sofia Milos (Yelina)
- Vincent Laresca (Antonio Riaz)
- Christopher Stapleton (Ray Sr.)
- Mason Gamble (Scott Satlin)
- Alex Meneses (Ana)
- Brennan Mejia (Pablo)
- Susie Park (Andrea Osborn)
- Giancarlo Esposito (Chef Braga)
- Jeff Lincoln (Alcimar)
- Shawn Christian (Carl Silvers)
- Colleen McDermott (Pamela Silvers)
- Ernesto Bautista (Angel Demorte)
- Luis A. Ramos (Tiago Matos)
- Scott Waara (Docteur)

### Épisode 2:Les Infiltrés
- États-Unis /  Canada : 25 septembre 2006 sur CBS / CTV
- France : 9 octobre 2007 sur TF1
- Québec : 8 décembre 2008 sur Séries+

- États-Unis : 17,79 millions de téléspectateurs[7] (première diffusion)
- Canada : 2,723 millions de téléspectateurs[8] (première diffusion)
- France : 9,805 millions de téléspectateurs[6] (première diffusion)

- Brendan Fehr (Dan Cooper)
- Brooke Bloom (Cynthia Wells)
- David Lee Smith (Rick Stetler)
- Tim Sitarz (Billy Gault / Ken McCarthy)
- Johnny Whitworth (Jake Berkeley)
- Manley Pope (Rick "V-Ray" Groves)
- Andy Mackenzie (Hawk Reed)
- Corri English (Angela Downey)
- Chad Morgan (Suzanne McCarthy)
- Eric Matheny (Seth Anderson)
- Jason Robinson (Jogger)

### Épisode 3:Le Loto de la mort
- États-Unis /  Canada : 2 octobre 2006 sur CBS / CTV
- France : 16 octobre 2007 sur TF1
- Québec : 15 décembre 2008 sur Séries+[9]

- États-Unis : 17,90 millions de téléspectateurs[10] (première diffusion)
- Canada : 2,576 millions de téléspectateurs[11] (première diffusion)
- France : 10,429 millions de téléspectateurs[12] (première diffusion)

- Brendan Fehr (Dan Cooper)
- Michael B. Silver (Peter Elliot)
- Omar Gooding (Mr. Ice / Bernard Eglain)
- Scottie Thompson (Lindsey Archer)
- Christine Lakin (April Worthington)
- Heather Sossaman (Dakota Hudson)
- Jesse Marchant (Ethan Parker)
- Mike Batayeh (Rodrigo Garza)
- Chino XL (Juan Carlos)
- Garcelle Beauvais-Nilon (Katrina Iverson)
- Todd Williams (Kevin Iverson)
- Cyia Batten (Rebecca Lamar)
- Max Burkholder (Tyler Lamar)
- Mark Rolston (Agent Glen Cole)
- Darren Foy (Jimmy Lee)
- Seth Ayott (Luke)
- Sunil Nayar (Chad)
- Comika Beaudry (Brandi)
- Aaron Perilo (Matt)
- Eric Lutes (Todd Baransky)
- Jason Lao (Shin)
- Sung Kang (Han Soon)

### Épisode 4:Trop beaux pour mourir
- États-Unis /  Canada : 9 octobre 2006 sur CBS / CTV
- France : 8 janvier 2008 sur TF1
- Québec : 9 janvier 2009 sur Séries+[13]

- États-Unis : 17,60 millions de téléspectateurs[14] (première diffusion)
- Canada : 2,462 millions de téléspectateurs[15] (première diffusion)
- France : 10,2 millions de téléspectateurs[16] (première diffusion)

- Brendan Fehr (Dan Cooper)
- Boti Ann Bliss (Valera)
- Joelle Carter (Abby Biggs)
- Kari Wuhrer (Janet Sterling)
- Jay Kenneth Johnson (Jason Hollings)
- Rob Estes (Nick Townsend)
- Shel Rasten (Steve Dixon)
- Joseph D. Reitman (Bob Norwood)
- Willie Garson (Ian Sutter)
- Benjamin Patterson (Cody Lane)
- Robin Atkin Downes (Danny Walters)
- Rochelle Ovitt (Tina)
- Lucas Babin (Todd)
- Mario Di Donato (Jimmy)

### Épisode 5:Un quartier pas si tranquille
- États-Unis /  Canada : 16 octobre 2006 sur CBS / CTV
- France : 8 janvier 2008 sur TF1
- Québec : 16 janvier 2009 sur Séries+

- États-Unis : 18,12 millions de téléspectateurs[17] (première diffusion)
- Canada : 2,448 millions de téléspectateurs[18] (première diffusion)
- France : 9,41 millions de téléspectateurs[16] (première diffusion)

- Rob Estes (Nick Townsend)
- Boti Ann Bliss (Valera)
- Amy Laughlin (Erica Sikes)
- William Allen Young (Juge Joseph Ratner)
- Michael Reilly Burke (Daniel Wells)
- Suzanne Cryer (Julie Wells)
- Reiley McClendon (Austin Wells)
- Colby French (Gary Logan)
- Jamie McShane (Timothy Nash)
- Larry Bates (Deputy Biggs)
- Ben Livingston (Ethan Danbury)
- Richard Gleason (Chad Bridges)
- David Barrera (Lorenzo Argenta)
- Gregg Henry (William Preston)

### Épisode 6:Le Cercueil maudit
- États-Unis /  Canada : 23 octobre 2006 sur CBS / CTV
- France : 9 octobre 2007 sur TF1
- Québec : 23 janvier 2009 sur Séries+

- États-Unis : 17,83 millions de téléspectateurs[19] (première diffusion)
- Canada : 2,638 millions de téléspectateurs[20] (première diffusion)
- France : 7,708 millions de téléspectateurs[6] (première diffusion)

- Brendan Fehr (Dan Cooper)
- Boti Ann Bliss (Valera)
- Heather Stephens (Danielle Madison)
- Lauralee Bell (Alissa Valone)
- Matt Battaglia (Trevor Valone)
- Ryan Hurst (Officier Michael Lloyd)
- Daniel Travis (Ed Smith)
- Kristoffer Polaha (Jeremy Fordham)
- Dondre Whitfield (Alan Solner)
- Jorge-Luis Pallo (Javier Ravez)
- Yvonne DeLaRosa (Clarisa)

### Épisode 7:En tête de course
- États-Unis /  Canada : 6 novembre 2006 sur CBS / CTV
- France : 16 octobre 2007 sur TF1
- Québec : 30 janvier 2009 sur Séries+

- États-Unis : 16,80 millions de téléspectateurs[21] (première diffusion)
- Canada : 2,028 millions de téléspectateurs[22] (première diffusion)
- France : 9,748 millions de téléspectateurs[12] (première diffusion)

- Boti Ann Bliss (Valera)
- Brendan Fehr (Dan Cooper)
- Chad Faust (Mike Doyle)
- Samaire Armstrong (Brynn Roberts)
- Bug Hall (Evan Dunlar)
- Mark Kiely (Steve Dunlar)
- Geno Monteiro (Walter Phillips)
- Marcus Coloma (Luke Baylorv)
- Leigh Willis (Anna Alicia)
- Scott Maguire (Sideshow Kid)
- Ruel Samuels (Conducteur #1)
- Jaylen Moore (Conducteur #2)

### Épisode 8:Chambre noire
- États-Unis /  Canada : 13 novembre 2006 sur CBS / CTV
- France : 9 juin 2008 sur TF1
- Québec : 6 février 2009 sur Séries+

- États-Unis : 18,77 millions de téléspectateurs[23] (première diffusion)
- Canada : 2,479 millions de téléspectateurs[24] (première diffusion)
- France : 7,33 millions de téléspectateurs[25] (première diffusion)

- Boti Ann Bliss (Valera)
- Amy Laughlin (Erica Sikes)
- Natalie Morales (Anya Boa Vista)
- Jonathan Cherry (Gavin LaPorte)
- Elisabeth Harnois (Jill Girrard)
- Cirroc Lofton (Tommy Boyer)
- Michael Goorjian (John Stockman)
- Michael Stone (Bill Starr)
- Jamie Strange (Sasha Coolidge)
- Shannon Kane (Leslie Anderson)
- Julianna Guill (Kellie)
- Janelle Velasquez (Carla)
- Natalia Baldwin Leon (Journaliste #1)
- Nika La Rue (Journaliste #2)
- John J. Dalesandro (Journaliste #3)

### Épisode 9:Mort aux enchères
- États-Unis /  Canada : 20 novembre 2006 sur CBS / CTV
- France : 9 juin 2008 sur TF1
- Québec : 13 février 2009 sur Séries+

- États-Unis : 18,54 millions de téléspectateurs[26] (première diffusion)
- Canada : 2,506 millions de téléspectateurs[27] (première diffusion)
- France : 7,16 millions de téléspectateurs[25] (première diffusion)

- Brendan Fehr (Dan Cooper)
- Johnny Whitworth (Jake Berkeley)
- Elizabeth Hendrickson (Rebecca Roth)
- Tamala Jones (Katie Watson)
- Teddy Sears (Peter Kinkella)
- Jake McDorman (Carl Thornton)
- Jason Blicker (George Kornspan)
- Michael DeGood (Richard Shockley)
- Shiva Rose (Sonya Moreta / Sonya Barak)
- Antonio Martinez (Jeff Marco)
- Jason Kaufman (Stan)

### Épisode 10:Frères d'armes
- États-Unis /  Canada : 27 novembre 2006 sur CBS / CTV
- France : 9 juin 2008 sur TF1
- Québec : 20 février 2009 sur Séries+

- États-Unis : 17,13 millions de téléspectateurs[28] (première diffusion)
- Canada : 2,183 millions de téléspectateurs[29] (première diffusion)
- France : 6,3 millions de téléspectateurs[25] (première diffusion)

- Boti Ann Bliss (Valera)
- Brendan Fehr (Dan Cooper)
- Rob Estes (Nick Townsend)
- Jayson Floyd (Sergent Timothy Hicks)
- Charles Duckworth (Kevin Kirby)
- Monnae Michaell (Cindy Kirby)
- Michael J. Pagan (Donna Hicks)
- Chuck Hittinger (Derrick Stowe)
- Michael Trevino (Matthew Batra)
- Ethan Erickson (Sergent Sean Reynolds)
- Robert Hoffman (Brad Hoffman)
- Corey Feinstein (Soldat)
- Andrew Borba (Major Brenton)

### Épisode 11:Cible coupable
- États-Unis /  Canada : 11 décembre 2006 sur CBS / CTV
- France : 5 juillet 2008 sur TF1
- Québec : 27 février 2009 sur Séries+

- États-Unis : 16 millions de téléspectateurs[30] (première diffusion)
- Canada : 2,055 millions de téléspectateurs[31] (première diffusion)
- France : 5,61 millions de téléspectateurs[32] (première diffusion)

- Boti Ann Bliss (Valera)
- Brendan Fehr (Dan Cooper)
- Chad Faust (Mike Doyle)
- Shiva Rose (Sonya Barak)
- Teddy Sears (Peter Kinkella)
- David Starzyk (Nicholas Chandler)
- Peter MacKenzie (Russell Tanninger)
- Erik Eidem (Craig Edwards)
- Merik Tadros (Abu Nafi)
- Paul Eiding (Juge Porterson)
- Raphael Sbarge (Larry Fremont)
- Rick Gonzalez (Hector Rivera)
- Rolando Molina (Rulon Domingo)
- Enrique Almeida (Gabriel Cervantes)
- Danielle Renee (Emma Cervantes)
- Sebastian Siegel (Cody)

### Épisode 12:Liaison dangereuse
- États-Unis /  Canada : 8 janvier 2007 sur CBS / CTV
- France : 12 juillet 2008 sur TF1
- Québec : 6 mars 2009 sur Séries+

- États-Unis : 16,01 millions de téléspectateurs[33] (première diffusion)
- Canada : 2,139 millions de téléspectateurs[34] (première diffusion)
- France : 5,2 millions de téléspectateurs[35] (première diffusion)

- Boti Ann Bliss (Valera)
- Rob Estes (Nick Townsend)
- Johnny Whitworth (Jake Berkeley)
- Antony Sauve (Benjamin Rhodes)
- Gabriel Casseus (Jeff Murdock)
- Sharon Leal (Lauren Sloan)
- Jake Busey (Phillip Craven)
- Josh Zuckerman (Leo Donwell)
- Cynthia Addai-Robinson (Courtney Rinella)

### Épisode 13:Terrain miné
- États-Unis : 22 janvier 2007 sur CBS
- France : 19 juillet 2008 sur TF1
- Québec : 13 mars 2009 sur Séries+

- États-Unis : 18,85 millions de téléspectateurs[36] (première diffusion)
- France : 5,26 millions de téléspectateurs[37] (première diffusion)

- Brendan Fehr (Dan Cooper)
- Brandon Michael Vayda (Ario Pastano)
- Victor Webster (Roberto Chavez)
- Dewey Weber (Vince Henney)
- Eve Mauro (Carmen Henney)
- Maury Sterling (Barry Ellis)
- Walter Pérez (Jorge Zamareno)
- Tom Kiesche (Walter Dunley)
- Charlie Weber (Lou Pennington)
- Juan Fernandez (Alejandro Moyano)
- Alejandro Furth (Miguel Santora)
- Byron Quiros (Guillermo)
- Tom McCafferty (Démineur)
- Monica Herman (Jeune femme)
- Austin Priester (Officier)

### Épisode 14:Tête à tête
- États-Unis : 5 février 2007 sur CBS
- France : 26 juillet 2008 sur TF1
- Québec : 20 mars 2009 sur Séries+

- États-Unis : 18,43 millions de téléspectateurs[38] (première diffusion)
- France : 5,23 millions de téléspectateurs[39] (première diffusion)

- Brendan Fehr (Dan Cooper)
- Gonzalo Menendez (Clavo Cruz)
- Robert Montano (Rico Cruz)
- Shannon Jenkins (Officier Chris Ryder Mykel)
- Curtis Mark Williams (Officier Matt Cranby)
- Danay García (Camille Tavarez)
- JR Villarreal (Ben Tavarez)
- Gabriel Brock (Jesse Tavarez)
- Cody Lee (Danny Tavarez)
- Billy Gallo (Gilberto Tavarez)
- Shaun Baker (Richard Williams)
- Jennifer Hall (Cathy Gibson)
- Tom Choi (Sergent Keller)
- Jillian Reeves de Ortiz (Directeur de la banque)
- Alan Pietruszewski (Agent pénitentiaire)

Un convoi fédéral d'armes saisies a fait l'objet d'une attaque, laissant pour mort deux agents. Les armes ont été volées par la population environnante de l'attaque. L'enquête mène l'équipe d'Horatio sur une piste, celle de Pedro Cruz dont on a retrouvé les empreintes ce qui prouvent qu'il est le meurtrier. Horatio fait tout de suite le lien avec Clavo Cruz, son cousin, et comprend qu'il est impliqué.

### Épisode 15:Traqué!
- États-Unis /  Canada : 12 février 2007 sur CBS / CTV
- France : 2 aout 2008 sur TF1
- Québec : 27 mars 2009 sur Séries+

- États-Unis : 19,90 millions de téléspectateurs[40] (première diffusion)
- Canada : 2,941 millions de téléspectateurs[41] (première diffusion)
- France : 5,911 millions de téléspectateurs[42] (première diffusion)

- Boti Ann Bliss (Valera)
- Gonzalo Menendez (Clavo Cruz)
- Cástulo Guerra (Général Antonio Cruz)
- Jennifer Hall (Cathy Gibson)
- Lesley Fera (Dr Joyce Carmel)
- Joaquim de Almeida (Joseph Trevi)
- JR Bourne (Stan Keeler)
- Angie Milliken (Audrey Van Der Mere)
- Andres Saenz-Hudson (Tanner Wilcox)
- Jillian Reeves de Ortiz (Judith Freeman)
- Matt Ferrucci (Urgentiste)
- Reggie Jordan (Infirmière des urgences #1)
- Kathleen Mary Carthy (Infirmière des urgences #2)

### Épisode 16:Relations de bon voisinage
- États-Unis /  Canada : 19 février 2007 sur CBS / CTV
- France : 16 aout 2008 sur TF1
- Québec : 3 avril 2009 sur Séries+

- États-Unis : 19,23 millions de téléspectateurs[43] (première diffusion)
- France : 6,04 millions de téléspectateurs[44] (première diffusion)

- Josh Zuckerman (Leo Donwell)
- Leighton Meester (Heather Crowley)
- Brad Bartram (Edward Crowley)
- Larisa Miller (Kimberly Crowley)
- Lorenzo Henrie (Justin Montavo)
- Marco Sanchez (Dave Montavo)
- Julie St. Claire (Renee Montavo)
- Jeremy Sumpter (Zach Griffith)
- Matt Letscher (Dr Mike Lasker)
- Jowharah Jones (Amelia Clarke)
- Sarah Bloom (Party Planner)

### Épisode 17:La Griffe du crime
- États-Unis /  Canada : 26 février 2007 sur CBS / CTV
- France : 23 aout 2008 sur TF1
- Québec : 10 avril 2009 sur Séries+

- États-Unis : 17,42 millions de téléspectateurs[45] (première diffusion)
- Canada : 2,393 millions de téléspectateurs[46] (première diffusion)
- France : 5,66 millions de téléspectateurs[47] (première diffusion)

- Brendan Fehr (Dan Cooper)
- David Lee Smith (Rick Stetler)
- Demetrius Grosse (Chuck Greene)
- Scott Holroyd (Andy Kelso)
- Trey Alexander (Rob Harris)
- Matt Biedel (Dennis West)
- Lew Temple (Billy Chadwick)
- Paula Garces (Anna Sivarro)
- Michelle Mason (Tess Gowan)
- Anthony De Sando (Joey Mazzaro)
- Ed Begley Jr. (Scott O'Shay)

### Épisode 18:Jamais 2 sans 3
- États-Unis : 19 mars 2007 sur CBS
- France : 30 aout 2008 sur TF1
- Québec : 17 avril 2009 sur Séries+

- États-Unis : 17,66 millions de téléspectateurs[48] (première diffusion)
- France : 5,72 millions de téléspectateurs[49] (première diffusion)

- Boti Ann Bliss (Valera)
- Brooke Bloom (Cynthia Wells)
- Colin Ferguson (Dominic Whitford / Greg Ramsey)
- Leslie Bibb (Ashley Whitford / Beth Selby / Cayla Selby)
- Ryan Devlin (Josh Brockner)
- Nick E. Tarabay (Neil Massey)
- Anthony Cistaro (Richard Zimmer)
- Laura Orrico (Mia Graham)

### Épisode 19:L'Héritage du sang
- États-Unis : 9 avril 2007 sur CBS
- France : 30 aout 2008 sur TF1
- Québec : 24 avril 2009 sur Séries+

- États-Unis : 16,11 millions de téléspectateurs[50] (première diffusion)
- France : 6,01 millions de téléspectateurs[49] (première diffusion)

- Ed Begley Jr. (Scott O'Shay)
- Josh Zuckerman (Leo Donwell)
- Paula Garces (Anna Sivarro)
- Matthew Morrison (Jesse Stark)
- Corey Reynolds (Steve Gryson)
- Shawn Reaves (Louis Sullivan)
- Ryan Carnes (Ross Miller)
- Jay Montalvo (Reggie Veston)
- Tonantzin Carmelo (Adrienne Veston)
- Roark Critchlow (Doug Lansing)
- Jeff Phillips (Karl Bennett)
- Philip Lester (Agent Barris)

### Épisode 20:Clap de fin
- États-Unis : 16 avril 2007 sur CBS
- France : 11 novembre 2008 sur TF1
- Québec : 1er mai 2009 sur Séries+

- États-Unis : 15,36 millions de téléspectateurs[51] (première diffusion)
- France : 8,143 millions de téléspectateurs[52] (première diffusion)

- Brendan Fehr (Dan Cooper)
- Alice Greczyn (Holly Reese)
- Nick Steele (Brody Lassiter)
- Adam LaVorgna (Eddie Corbett)
- Phil Morris (Peter Ashford)
- Steve Bacic (Rod Vickers)
- Myk Watford (Jerry Simmons)
- Samantha Streets (Jolene Kitt)
- Jennifer Sommerfield (Directeur)
- Ari Graynor (Elvina)
- John Burke (Journaliste #1)
- Tina Battaglia (Journaliste #2)
- Erica Shaffer (Journaliste #3)
- Jo Anderson (Conseiller)
- Serria Tawan (Patient #1)
- Tomm Bauer (Patient #2)
- Jesse Caron (Patient #3)

### Épisode 21:Pour le meilleur et pour le pire
- États-Unis : 23 avril 2007 sur CBS
- France : 11 novembre 2008 sur TF1
- Québec : 8 mai 2009 sur Séries+

- États-Unis : 17,03 millions de téléspectateurs[53] (première diffusion)
- France : 7,695 millions de téléspectateurs[52] (première diffusion)

- Brendan Fehr (Dan Cooper)
- Eve Mauro (Carmen Henney)
- Patrick Cassidy (Hank Atherton)
- Kelly Carlson (Laurie Atherton)
- Johnny Pacar (Nathan Atherton)
- Dwayne Macopson (Todd Felding)
- Monique Cash (Mandy Felding)
- Anthony Azizi (Allen Comden)
- Rachel Quaintance (Stacey Wakeman)
- Jordan Woolley (Paul Warner)
- Cutter Garcia (Drew Benson)
- Con Schell (Stan Lockwood)
- Damien Leake (Juge Berber)

### Épisode 22:Amour enflammé
- États-Unis : 30 avril 2007 sur CBS
- France : 18 novembre 2008 sur TF1
- Québec : 15 mai 2009 sur Séries+

- États-Unis : 17,24 millions de téléspectateurs[54] (première diffusion)
- France : 8,76 millions de téléspectateurs[55] (première diffusion)

- Sofia Milos (Yelina Salas)
- Boti Ann Bliss (Valera)
- David Lee Smith (Rick Stetler)
- Rebecca Gayheart (Claire Gibbs)
- Rib Hillis (Brett Morrison)
- Chris Bruno (Jeff Zader)
- Innis Casey (Michael Lipton)
- Page Kennedy (Ron Cramer)
- Hervé Clermont (Capitaine des pompiers)

Alors qu'ils dormaient paisiblement, Brett Morrison et Claire Gibbs sont surpris par les flammes. Brett meurt sur le coup, mais Claire réussit à s'enfuir. Horatio et son équipe sont sur le coup. Ils s'intéressent de plus près à un ex petit ami harceleur, Anthony Bryant.

### Épisode 23:Fausses images
- États-Unis : 7 mai 2007 sur CBS
- France : 18 novembre 2008 sur TF1
- Québec : 22 mai 2009 sur Séries+

- États-Unis : 17,18 millions de téléspectateurs[56] (première diffusion)
- France : 8,24 millions de téléspectateurs[55] (première diffusion)

- Boti Ann Bliss (Valera)
- Annalynne McCord (Sherry Williamson)
- Michael Filipowich (Derek Hewitt)
- Seamus Dever (Paul Billings)
- Tanc Sade (Jason Billings)
- Coby Bell (Tony Rosetti)
- Chris Carmack (Cole Tucker)
- Austen Parros (Ed Granger)
- Vivan Dugre (Heather Amberson)
- John Burke (Présentateur)
- Shane Conrad (Journaliste)
- Roger Hewlett (Sergent posté à la réception)

### Épisode 24:Tueur né
- États-Unis /  Canada : 14 mai 2007 sur CBS / CTV
- France : 18 novembre 2008 sur TF1
- Québec : 29 mai 2009 sur Séries+[57]

- États-Unis : 16,63 millions de téléspectateurs[58] (première diffusion)
- Canada : 2,15 millions de téléspectateurs[59] (première diffusion)
- France : 7,0 millions de téléspectateurs[55] (première diffusion)

- Boti Ann Bliss (Valera)
- Johnny Whitworth (Détective Jake Berkeley)
- Michael Kelly (Lucas Wade)
- Monet Mazur (Lindsay Wade)
- David Lee Smith (Lieutenant Rick Stetler des Affaires Internes)
- Daniella Alonso (Alexis Dawson)
- Taylor Handley (Travis Peck)
- Brendan Fehr (Dan Cooper)
- Wynter Kullman (Rita Bolton)
- Logan Grove (Arthur Royce)
- Tara Price (Mrs. Wade)
- Chelsey Crisp (Shelly Seaver)
- Cassie Hartmann (Holly Wade)
- Kim Shively (Jennifer Royce)
- Mackenzie Aladjem (Emma Wade)
- Coral Conroy (Lindsay Wade jeune)
- Aaron Sanders (Lucas Wade jeune)

Sortie d'une boîte de nuit : deux amies se demandent comment rentrer chez elles. L'une d'elles (la brune) accepte l'offre d'un motard de la raccompagner, tandis que l'autre (la blonde) rentre en taxi. C'est cette dernière qui est retrouvée quelques heures après morte à son domicile. Elle a été poignardée à plusieurs reprises, et le meurtrier a gravé la lettre « Y » sur son torse. La victime avait les mains liées avec du fil de pêche. On enquête dans le milieu des pêcheurs de Miami, et les soupçons se portent sur Lucas Wade, qui porte des traces de griffures au visage. Par ailleurs, Lucas porte un double gène « Y » qui pourrait entraîner dans certaines circonstances un comportement violent. L'affaire se complique quand une seconde femme est tuée avec le même mode opératoire et avec une lettre « Y » gravée sur son torse, alors que Lucas Wade était en garde-à-vue. Ou bien il est innocent, ou bien il y a deux tueurs…